# تغير المناخ والأمراض المعدية
نتج عن التغير المناخي العالمي طيف واسع من الآثار على انتشار الأمراض المعدية. كالآثار الأخرى لتغير المناخ على صحة الإنسان، فإن تغير المناخ يضخم التفاوتات الموجودة والتحديات في إدارة الأمراض المعدية. يزيد أيضًا من احتمالية ظهور تحديات جديدة تتعلق بالأمراض المعدية. من الممكن أن تشمل الأمراض المعدية التي يمكن أن يتأثر انتقالها بالتغير المناخي حمى الضنك، الملاريا، الأمراض المنقولة بالقراد، أنواع الليشمانيا، إيبولا. لا يوجد دليل مباشر على أن انتشار كوفيد-19 صار أسوأ بسبب التغير المناخي ولا أنه نتج عنه، رغم استمرار البحث في الموضوع.
تشمل الآثار الموثقة للتغير المناخي على الأمراض المعدية ازدياد الملاريا والضنك، اللذان يتوقع أن يسوءا إذ يؤدي التغير المناخي مباشرةً إلى ظروف طقس قاسية ودرجات حرارة أعلى. لن يؤدي التغير المناخي إلى مضاعفة انتشارهما وحسب، بل سيؤدي على الأرجح إلى ظهور أمراض معدية جديدة، وتغير الظواهر الإبيديميولوجية (علم الأوبئة) للكثير من الأمراض الموجودة.

## خلفية
أسست منظمة الصحة العالمية والبرنامج البيئي للأمم المتحدة اللجنة الدولية للتغيرات المناخية (آي بّي سي سي) في عام 1988 لقلة ما كان معروفًا حينها عن المشاكل الصحية التي يسببها التغير المناخي. عرضت اللجنة الدولية للتغيرات المناخي ثلاثة تقارير تقييمات. تقرير التقييم الأول للجنة الدولية للتغيرات المناخية، وتقرير التقييم الثاني للجنة الدولية للتغيرات المناخية، وتقرير التقييم الثالث للجنة الدولية للتغيرات المناخية كلها تناولت التغير المناخي، والمخاطر الصحية المحتملة التي يسببها التغير المناخي والأدلة الأولى على وجود آثار صحية فعلية. حفزت تقارير اللجنة الدولية للتغيرات المناخية بالإضافة إلى تقييمات أخرى تتعلق بالسياسات على مستوى المناطق والدول الدراسات العلمية لفهم العلاقات بين المناخ والصحة.
من الآثار الملحوظة للتغير المناخي العالمي ازدياد درجة الحرارة. في عام 1895، بدأ تسجيل سجلات درجات الحرارة في الولايات المتحدة الأمريكية، وقد ازدادت بنحو 1.3 إلى 1.9 درجات فهرنهايت. يعود هذا إلى ازدياد تراكيز غازات الدفيئة. بناءً على هذه المعلومة فإن المتوسط السنوي لدرجات الحرارة في الولايات المتحدة يتوقع أن يزداد بمقدار 3 درجات إلى 10 درجات فهرنهايت ما له آثار مباشرة على صحة الإنسان. تؤثر درجات الحرارة المتطرفة (ساخنة و/أو باردة) على الجسم بتهديد قدرته على تنظيم درجة الحرارة الداخلية وعن طريق جعل الحالات المزمنة كالأمراض القلبية الوعائية والتنفسية أسوأ. تسوء الأمراض التنفسية أيضًا بانخفاض جودة الهواء. تصبح جودة الهواء رديئة بسبب التغير المناخي، مما ينتج تركيزات أعلى من ثنائي أكسيد الكربون ودرجات حرارة أعلى وتغيرات في الهطولات. يؤثر التغير المناخي على موسم الزراعة والطلع بسبب امتداد بداية أو فترة موسم الزراعة، وتزداد كمية الطلع والتوزع الجغرافي له وقدرته على توليد الحساسيات. يؤثر التغير المناخي على الأمراض المنقولة بواسطة النواقل عن طريق التأثير على بقاء النواقل -كالبعوض والقراد والقوارض- وتوزعها وسلوكها. تحمل هذه النواقل الفيروسات والبكتيريا والأوالي وتنقلها من حامل إلى آخر. يمكن أن تتكيف النواقل والعوامل الممرضة للتغيرات المناخية المتفاوتة بتحويل وتوسعة مجالاتها الجغرافية، ما قد يغير معدل الحالات الجديدة للمرض حسب التفاعل بين الناقل والمضيف، وحسب مناعة المضيف وتطور العامل الممرض. هذا يعني أن التغير المناخي يؤثر على الأمراض المعدية بالتأثير على طول موسم انتقالها ومجالها الجغرافي. الأمراض المنقولة بواسطة النواقل مصدر قلق لأنها لعبت دورًا مهمًّا في تاريخ البشر بتحديد صعود وأفول الحضارات. لهذا تعتبر منظمة الصحة العالمية التغير المناخي واحدًا من أعظم التهديدات لصحة الإنسان.

## الملاريا
يمكن لزيادة الهطولات كالمطر أن تزيد عدد البعوض بطريقة غير مباشرة بتوسيع مساكن اليرقات ومصادرها الغذائية. الملاريا التي تقتل نحو 300,000 طفل تحت سن 5 سنوات سنويًّا تشكل خطرًا محدقًا عن طريق زيادة درجة الحرارة. تقترح النماذج التنبؤية المتحفظة أن خطر الملاريا سيزداد بمقدار 5-15% بحلول عام 2100 بسبب التغير المناخي. في أفريقيا وحدها، وفقًا لمشروع مارا (تخطيط خطر الملاريا في أفريقيا)، فإن الازدياد المتوقع في تعرض شخص-شهر للملاريا بحلول عام 2100 يبلغ 16-28%.
المناخ قوة دافعة مؤثرة للأمراض المنتقلة بواسطة النواقل كالملاريا. الملاريا معرضة بشكل خاص لآثار التغير المناخي لأن البعوض يفتقد إلى الآليات التي تساعده على تنظيم درجة حرارته الداخلية. هذا يعني أن هناك طيفًا محدودًا من الظروف المناخية التي يمكن فيها للعامل الممرض (الملاريا) والناقل (البعوض) أن يعيش ويتكاثر ويعدي المضيفين. للأمراض المنقولة بواسطة النواقل كالملاريا خصائص مميزة تحدد قدرة العامل الممرض على الإمراض. ومنها القدرة على النجاة ومعدل التكاثر للناقل، ومستوى نشاط الناقل (أي معدل العض أو التغذي)، ومعدلات نمو وتكاثر العامل الممرض داخل الناقل أو المضيف. بالتالي فإن التغيرات في العوامل المناخية تؤثر بشكل كبير على تكاثر الملاريا ونموها وتوزعها وانتقالها الموسمي.
الملاريا مرض طفيلي منقول بالبعوض يعدي البشر والحيوانات الأخرى سببه العضويات الدقيقة في عائلة المتصورات. يبدأ بعضة من بعوضة أنثى حاملة للمرض، تدخل الطفيلي عن طريق لعابها إلى داخل جهاز الدوران الخاص بالمضيف. ثم ينتقل الطفيلي عن طريق مجرى الدم إلى الكبد حيث ينمو ويتكاثر. يسبب المرض أعراضًا تشمل عادةً الحمى والصداع ونزلات البرد مع الرجفة وفقر الدم، وفي الحالات الشديدة يمكن أن تؤدي إلى الغيبوبة أو الموت. «نحو 3.2 مليار شخص -نحو نصف التعداد السكاني العالمي- عرضة لخطر الملاريا. في عام 2015، كان هناك نحو 214 مليون حالة ملاريا و438,000 حالة وفاة مقدرة بسبب الملاريا».
للبعوض مجال ضيق من الظروف المفضلة للتكاثر والنضج. درجة الحرارة الأفضل للتزاوج والنمو للبعوض تتراوح من 16 إلى 18 درجة مئوية. إذا تناقصت درجة الحرارة بمقدار درجتين مئويتين، فستستسلم معظم الحشرات للموت. لذا فإن الملاريا لا تدوم في الأماكن ذات الشتاء البارد. إذا تعرض مناخ ذو متوسط درجة حرارة قريب من 16 درجة مئوية إلى زيادة بمقدار درجتين فإن الحشرات الناضجة واليرقات تزدهر. تحتاج حشرات البعوض الأنثى إلى طعام أكثر (دم إنسان / حيوان) للمحافظة على حياتها وتحفيز إنتاج البيوض. يزيد هذا فرصة انتشار الملاريا بسبب التلامس أكبر مع البشر وبقاء عدد أكبر من الحشرات الماصة للدم وعيشها لمدة أطول. البعوض حساس أيضًا بشكل كبير للتغيرات في الهطولات والرطوبة. يمكن لزيادة الهطولات أن تزيد تعداد البعوض بشكل غير مبار بتوسيع مسكن اليرقات ومؤونتها الغذائية. تخلق درجات حرارة الذروة هذه أرضية واسعة لتزاوج الحشرات وتسبب ذوبان الثلوج وانتشار بحيرات المياه الراكدة. هناك احتمال أكبر لتكاثر الحشرات الحاملة مسبقًا للمرض ونقلها للعدوى إلى حشرات بعوض أخرى، ما يسبب انتشارًا خطيرًا للمرض القاتل.
للتغير المناخي أثر مباشر على صحة الناس في الأماكن التي لم يكن مرض الملاريا سائدًا فيها أصلًا. البعوض حساس لتغيرات درجة الحرارة واحترار بيئتها سيعزز معدلات تكاثرها. يتسبب تراوح بمقدار درجتين أو ثلاث بخلق ظروف مثالية استثنائية لتزاوج البعوض، ولنمو اليرقات، ولحمل البعوض الناضج للفيروس لعدوى الناس الذين لم يتعرضوا له من قبل. في المجتمعات التي تعيش على ارتفاعات أكبر في أفريقيا وأمريكا الجنوبية، يتعرض الناس الآن لخطر أكبر بالتعرض للملاريا بسبب ازدياد درجات الحرارة المتوسطة في محيطهم. هذه مشكلة كبرى لأن الناس في هذه المجتمعات لم يتعرضوا من قبل لعذا المرض، ما يزيد احتمال اختلاطات الملاريا كالملاريا الدماغية (نوع من الملاريا يسبب إعاقة عقلية، وشللًا، وله معدل وفيات مرتفع) والموت بالمرض. سكان هذه المجتمعات يضربون بقسوة من الملاريا بسبب عدم ألفتهم بها؛ فهم لا يعرفون علامات وأعراض المرض ومناعتهم منخفضة أو معدومة ضده.
يتوقع أن يتضاعف عدد السكان المعرضون لخطر الملاريا في غياب التغير المناخي بين عامي 1990 و2080 إلى 8820 مليون شخص، ولكن؛ يمكن لتغير المناخ إن لم يخفف بحلول ثمانينيات القرن الحادي والعشرين أن يزيد عدد السكان المعرض لخطر الملاريا أكثر بنحو 257 إلى 323 مليون شخص أكثر. لذا فإن تخفيض آثار التغير المناخي في الوقت الحاضر سيخفض العدد الكلي بنحو 3.5%، ما ينقذ عشرات آلاف الحيوات في العالم.